# 湊山温泉

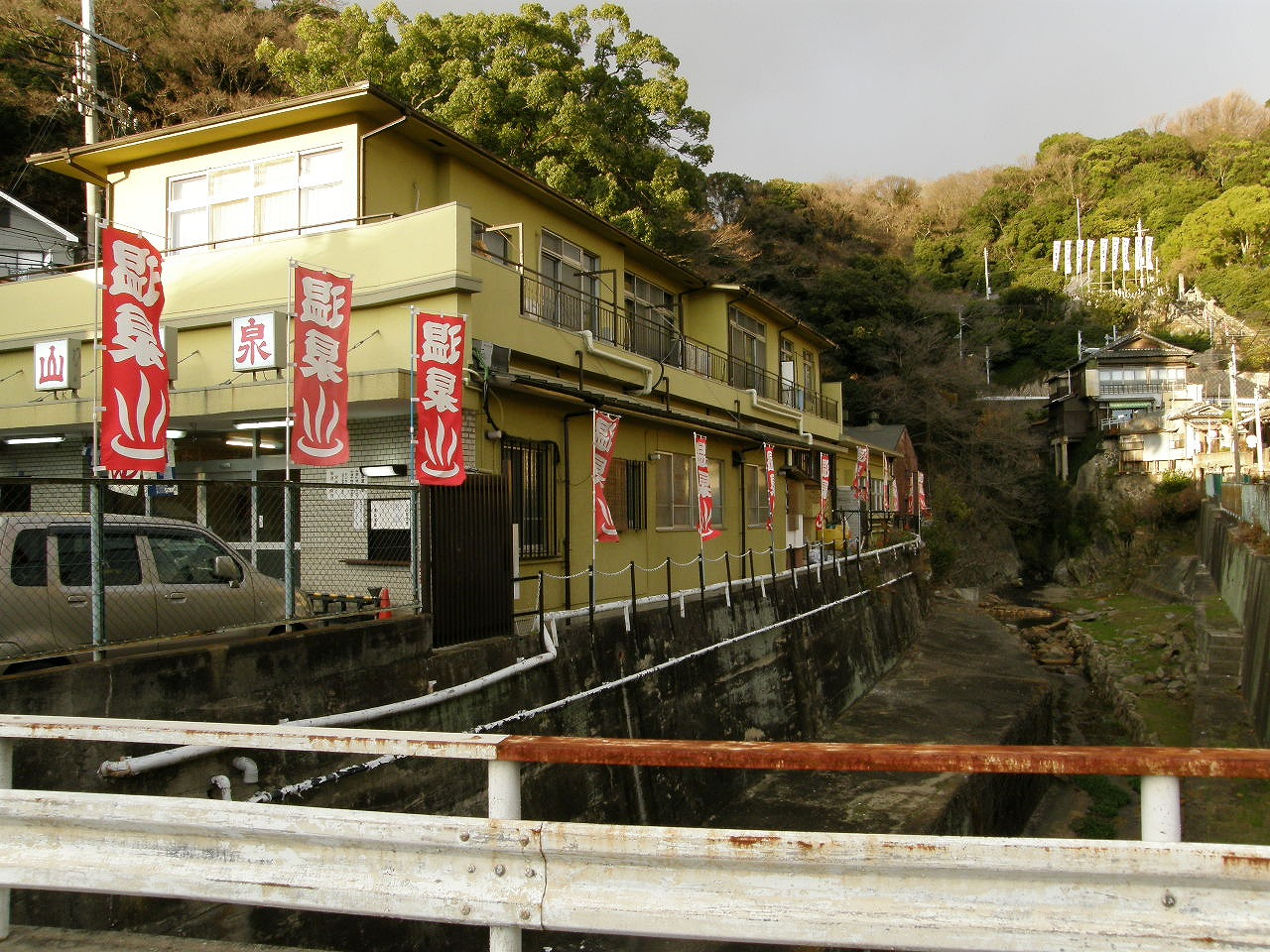
温泉橋から望む

湊山温泉（みなとやまおんせん）は、兵庫県神戸市兵庫区湊山町（旧国摂津国）にある温泉。温泉名の由来となった湊山という地名は、湊川が山中から平野部に出てすぐの、山に沿った場所に位置することから。源泉温度が約27℃と低いため、ガス焚きの蒸気ボイラーを利用し、加熱しての源泉かけ流しである。

## 泉質
- 含二酸化炭素-ナトリウム・カルシウム-炭酸水素塩・塩化物泉（含炭酸重曹泉・低温泉）・湧出温度28.2度。源泉は無色だが、長時間放置するとわずかに茶褐色の沈殿物を生じる。硫化水素臭あり。
- 源泉温度 28度。湧出量は複数の湧出箇所を持つため測定不可能ながら、温泉設備規模に対してはかなりの量がある。

## 温泉地

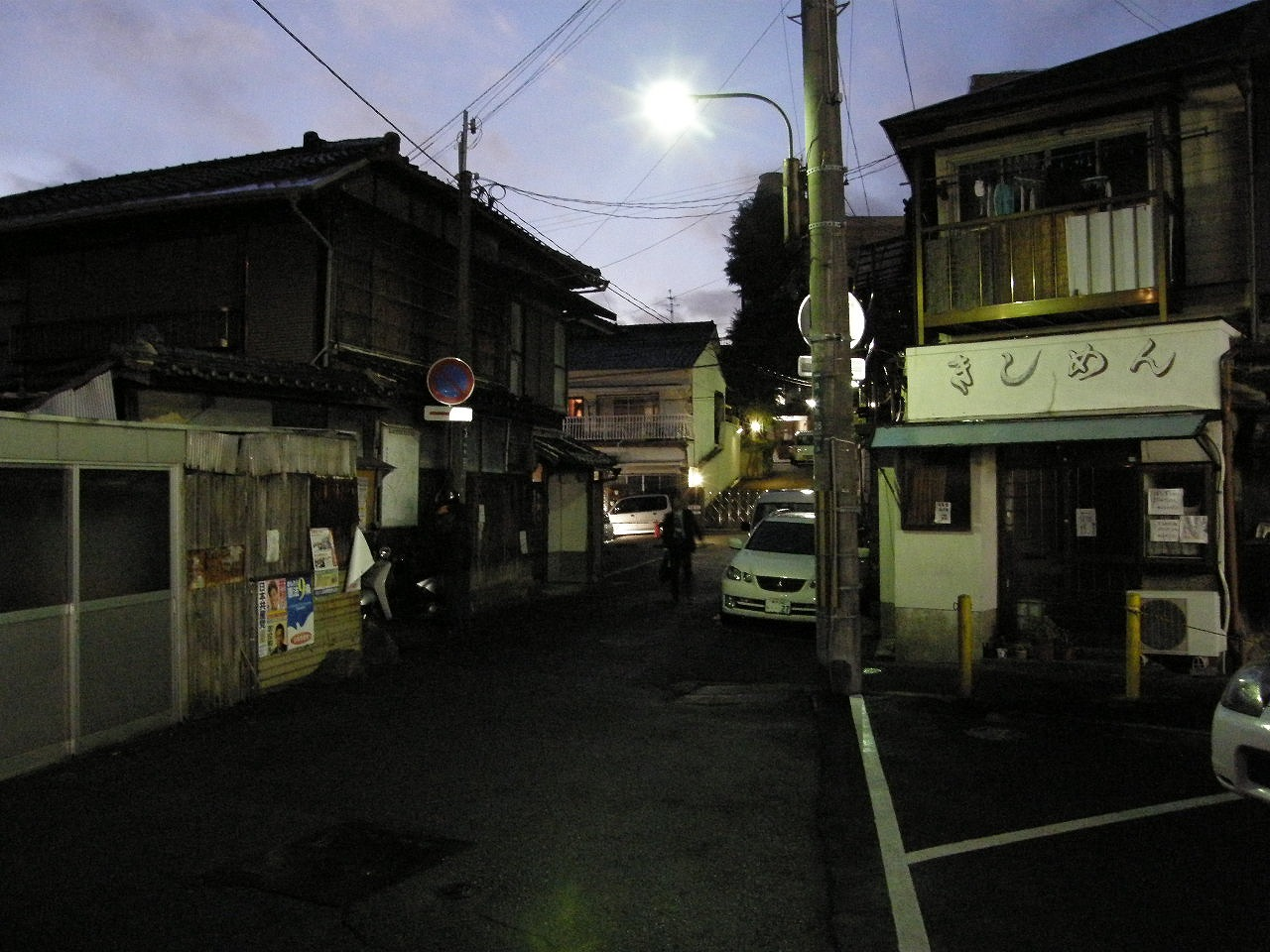
温泉前は昭和の面影を色濃く残す下町の風情がある（温泉前）

古くからの昭和の面影を色濃く残す下町の町のはずれの湊川沿いに日帰り入浴施設である「湊山温泉」だけが存在し、宿泊施設はない。神戸天然鉱泉の経営。銭湯のような施設であるが、入浴料金は銭湯よりも高い。（2015年8月時点での料金は大人680円、中学生430円、小学生230円、幼児(0～6歳)110円）なお、南に50メートルほどのところには「天王温泉」という歴史ある建物が残る天然温泉の日帰り入浴施設（銭湯）もあったが、神戸市の財政悪化に伴う水道料金改定の余波により2004年に閉鎖された。

### 浴場
浴用加熱が必要な温泉には珍しく、すべての浴槽で掛け流しを実現している。浴室は細長く、浴槽は低温・中温・高温の3種類の浴槽があるほか、加熱前の源泉を利用した水風呂や飲泉場がある。中温と高温の浴槽は深く、底には玉砂利が敷かれている。なお、源泉にはわずかにヒ素を含むために、1日あたりの飲用可能量は400mlまでとされている。
主浴槽のほか、蛸壺という46℃の高温槽や低温槽ジャクジー、中温槽の電気風呂、38℃のぬるま湯槽、28℃の源泉浴槽がある。すべての浴槽に源泉をたたえ、加温かけ流し式で使用している。

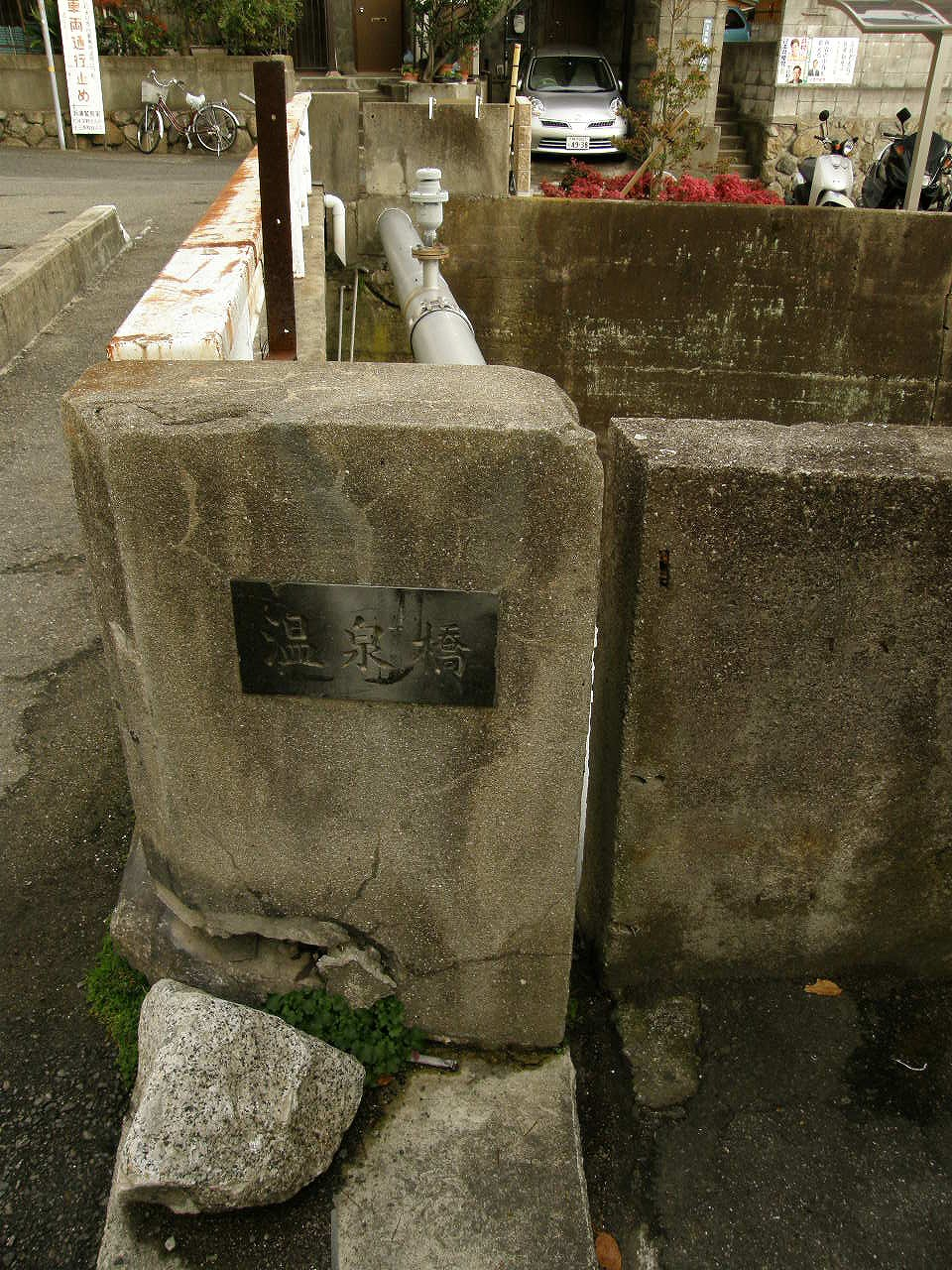
歴史を感じさせる湊山温泉温泉橋
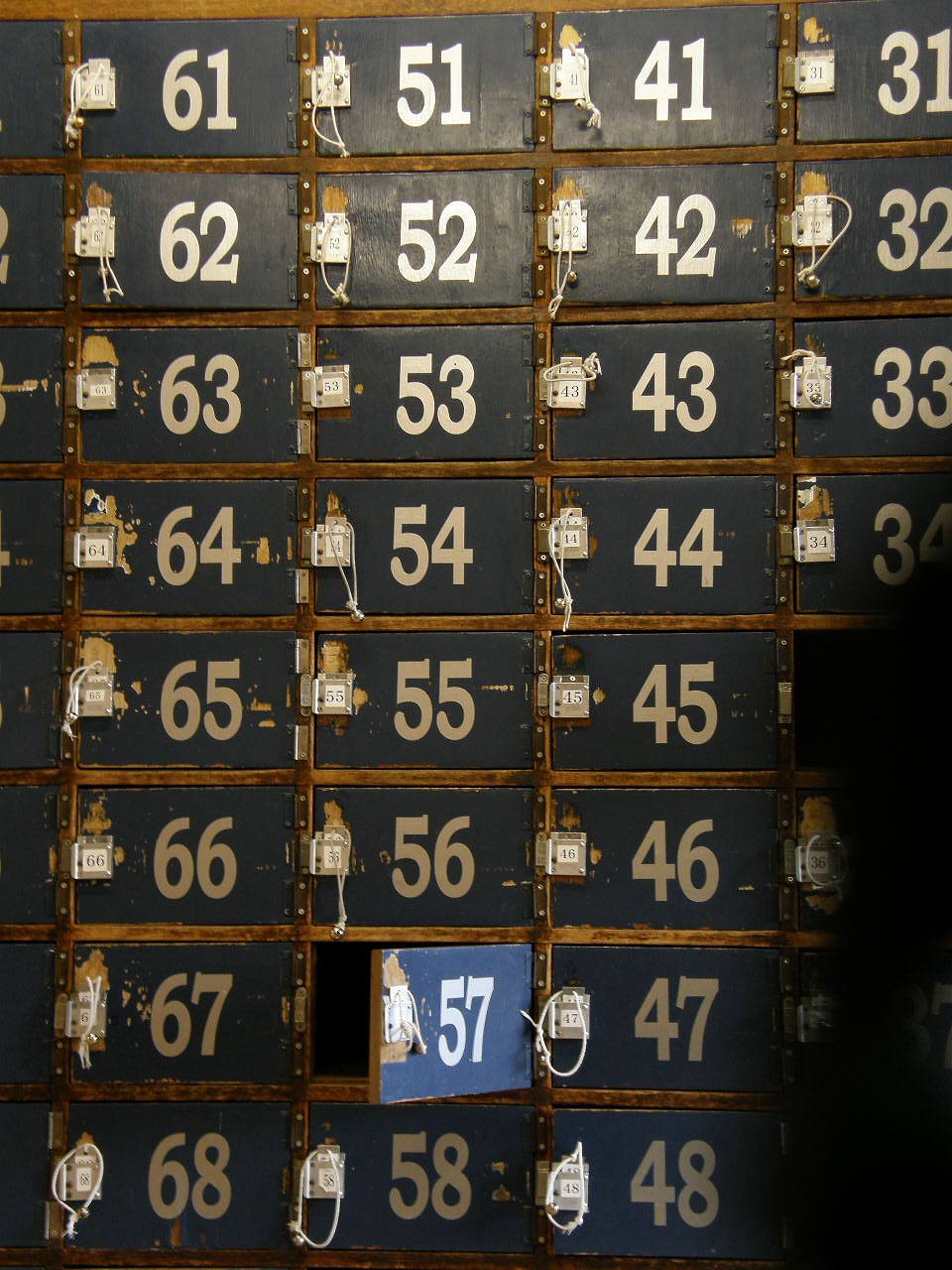
レトロな湊山温泉下駄箱

## 歴史
平安時代には存在し、すぐ近くにあった福原京の公家や平清盛などの武士も入浴したと言う。ただし根拠や証拠はなく、伝説の域を出ないものの、宣伝などでは積極的にこの逸話が用いられている。
1889年に温泉施設が開業したのが現在の湊山温泉の起源である（現在の施設は1938年の開業）。
1970年代には一日平均1200 - 1300人の来客数があったが、休業前には360人程度に落ち込んでいた。神戸市の上下水道料金見直しに伴う負担増の影響などもあり、2015年5月10日をもって廃業することが2015年4月にいったん決定した。この報道の後、静岡県の伊豆高原ビール株式会社が新会社を設立して運営に当たることが決まり、2015年5月11 - 13日の休業を挟んで5月14日から新体制で営業することとなった。

## アクセス
- 鉄道 JR西日本東海道本線（JR神戸線）神戸駅または元町駅より神戸市営バスで平野バス停へ。そこからは徒歩5分ほど。無料駐車場もあり以前は駐車可能台数は10台ほどだったが、2015年5月からの新体制後には、温泉正面に駐車場を増設し、現在は20台駐車可能。駐輪場も確保されている。

## 所在地
- 神戸市兵庫区湊山町26-1

祇園神社すぐ西

## 営業
- 営業時間5:00-23:30(23:00入店終了)、定休日水曜日(2020年2月現在)

※祝祭日の水曜日は通常営業→翌平日休業
※最終受付は23:00まで
- 入浴料金

大人700円
（朝5:00～8:00までは550円）
小学生　230円（土日は100円）
乳幼児(0～6歳)　無料
- ボディーソープやシャンプーリンス無料での備え付けあり。
- 5種類の浴槽（源泉100%）
  - 26～29℃　源泉水風呂
  - 36～38℃　ぬるま湯
  - 38～41℃　ジャグジー
  - 41～43℃　主浴槽
  - 45～46℃　高温浴槽

※休憩室は受付横に無料座敷スペースあり
※二階に有料の24時間休憩スペースあり